# Die schwarze Spinne (Oper)
Die schwarze Spinne ist eine Oper in einem Akt von Heinrich Sutermeister. Das Libretto verfasste Albert Roesler. Es basiert auf der gleichnamigen Novelle von Jeremias Gotthelf. Das Werk entstand 1936 als Funkoper im Auftrag von Radio Bern. Nachdem es von den Künstlern zu einer Bühnenfassung umgearbeitet worden war, fand 1949 in St. Gallen die szenische Uraufführung statt.

## Orchester
Die Orchesterbesetzung der Bühnenfassung ist ungewöhnlich und sehr klein: eine Flöte (auch Piccoloflöte), eine Klarinette (auch Bassklarinette), drei Trompeten, drei Posaunen, Schlagzeug (drei Spieler), Celesta ad libitum, Klavier, Harmonium, eine Violine, eine Viola, ein Violoncello und auf der Bühne ad libitum eine Orgel.

## Handlung
Nachdem bisher alles Beten nicht geholfen hat, die Pest aus dem Lande zu bannen, entschließt sich die resolute Bäuerin Christine, den Teufel persönlich um Hilfe zu bitten. Dieser sichert ihr seinen vollen Beistand zu. Zum Abschied drückt er ihr einen Kuss auf die Stirn. Seither brennt ein großes schwarzes Mal an dieser Stelle.
Was vorher kaum einer glauben wollte, tritt ein: Nach und nach weicht die Pest aus dem Dorf. Doch mit dem Verschwinden der Seuche meiden die Leute auch immer mehr Christine, weil sie in ihr – wegen des Makels auf der Stirn – eine Gehilfin des Satans sehen. Verzweifelt wendet sich die Bäuerin an den Pfarrer. Weil der ihr aber nicht helfen kann oder nicht helfen will, sieht sie den letzten Ausweg in der Chance, sich noch einmal mit dem Teufel einzulassen. Er verspricht ihr, das Mal auszulöschen. Doch diesmal verlangt er eine Gegenleistung: In jenem Haus am Berghang sei heute ein Kind geboren worden. Sie solle es der Mutter wegnehmen und ihm übergeben, noch bevor es getauft werde. Christine tut, wie ihr der Teufel geheißen hat. Zunächst scheint die Entführung des Säuglings auch zu klappen, doch plötzlich stellt sich ihr der Pfarrer in den Weg. Er hatte unter dem tanzenden Volk den Teufel ausmachen können und zu bannen vermocht. Um seinen Lohn geprellt, verwandelt der Teufel Christine in eine schwarze Spinne. Jeder, der mit ihr in Berührung kommt, findet den Tod. Auch die Pest kehrt wieder ins Dorf zurück. Allein jenes Haus am Berghang wird von der Krankheit verschont.
Die Mutter weiß, dass die schwarze Spinne nicht eher ruhen wird, bis sie auch ihrem Kind den Tod gebracht hat. Sie liegt auf der Lauer und erwartet ihre Feindin. Schließlich ist es so weit: Die Spinne hat sich Einlass ins Haus am Berg verschafft. Es entbrennt ein heftiger Kampf, bei dem letztendlich die Spinne von der Mutter vernichtet wird. Dank der unerschöpflichen Liebe zu ihrem Kind ist es ihr gelungen, die Pest zu besiegen. Das ganze Dorf kann wieder aufatmen.